# Перський похід Гордіана III
Перський похід Гордіана III — досить вдалий похід римського імператора Гордіана III проти імперії Сасанідів у 242-244 роках.

## Передумови
В 226 році парфянський цар Артабан V був повалений, а повсталий Ардашир I заснував династію Сасанідів та продовжив політику Парфії проти Римської імперії. Зокрема, між 229 і 232 роком відбулися перші сутички між Державою Сасанідів і римлянами. Приводом до війни стали претензії персів на землі, що раніше належали державі Ахеменідів, а тепер належали Риму. Похід Александра Севера у 232 році не призвів до не призвів до суттєвих територіальних змін, східний кордон був таким же,як за часів Септимія Севера. У 239-241 роках Ардашир зі своїм сином Шапуром відвоював у Риму частину Месопотамії, Нісібіс та Карри.

## Похід
Не відомо точно, скільки легіонів було направлено проти Сасанідів. Діон Кассій говорив, що ще Александр Север стягнув біля кордонів Месопотамії велике військо, яке і було задіяно в поході. Ось які легіони були у складі римської армії: XV Аполлонів легіон, XII Блискавичний легіон, III Парфянський легіон, I Парфянський легіон, IV Скіфський легіон, XVI Стійкий Флавіїв легіон, II Парфянський легіон, III Галльський легіон, X Охороняючий протоку легіон, VI Залізний легіон, III Киренаікський легіон і вексиляції ще восьми легіонів. Всього було близько 170 тисяч солдат.
У 242 році молодий імператор Гордіан III відкрив врата храму Януса і особисто вирушив на схід, з фактичним начальником перської кампанії,  префектом преторія, Гаєм Фурієм Тімесіфеєм. Приїхавши в Антіохію (можливо, в кінці 242 року), яка була відбита у Шапура I, Гордіан зі своєю армією пройшов Євфрат і кілька разів розбив персів, захопивши Карри та Нісібіс. 
Взимку імператор повернувся в Сирію і зібрався в новий похід в наступному році, він планував захопити столицю ворога, Ктесифон, але в цей час Тімесіфей, без чийого військового досвіду Гордіан не міг почати новий похід, помер від хвороби. Новим префектом преторія став Гай Юлій Пріск, який умовив Гордіана призначити другим префектом свого брата Марка Юлія Філіппа, майбутнього імператора. Восени того ж року римські війська просунулися за Євфрат. У 244 році римляни і перси зійшлися в битві при Масисі, яка, імовірно, завершилася поразкою римлян. 
Шапур приписував собі перемогу в своєму барельєфному написі. Після поразки у битві, Гордіан III помер, і обставини його смерті досі є предметом дискусії істориків. За деякими свідченнями Гордіана вбив Філіпп, але інші джерела, зокрема, перські, стверджують, що Гордіан загинув у битві. Як би то не було, після смерті Гордіана імператором став Філіпп. Він підписав мирний договір з персами на наступних умовах: римляни отримали Малу Вірменію та Месопотамію (до Сінгари) у повне володіння і Велику Вірменію в формальну залежність.